# Патара

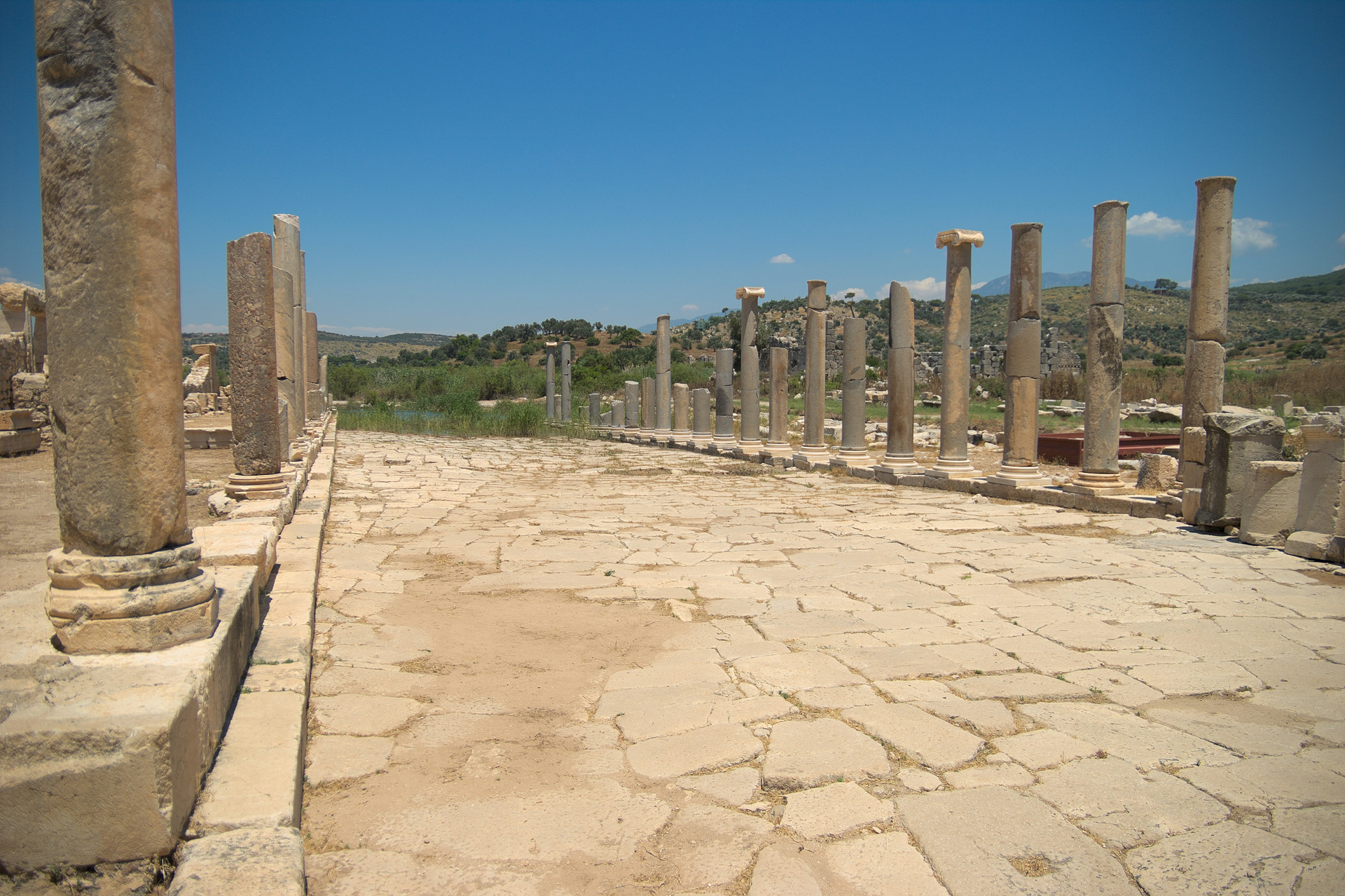
Відреставрована колонада на головній вулиці Патари

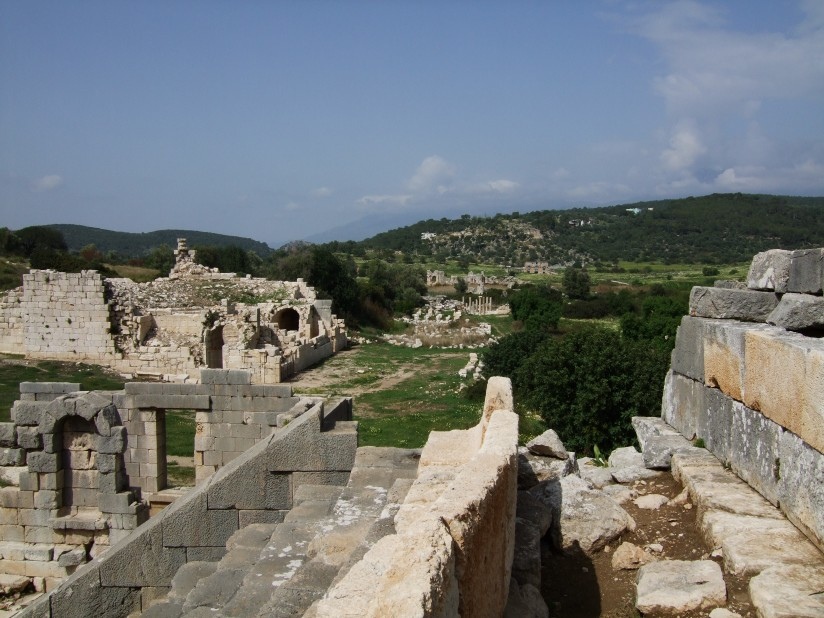
Патара. Загальний вигляд руїн з верхніх рядів театрону

Патара (лікійск.: Pttara, дав.-гр. Πάταρα) — античне місто-держава (поліс), розташоване в історичній області Лікія. Одне з найбільших міст, головний порт і столиця Лікійського союзу. Завдяки близькості до гирла річки Ксанфа, що відкриває шлях в густонаселену долину, мало велике стратегічне і торговельне значення.
В античні часи в місті перебувало відоме в грецькому світі святилище Аполлона з оракулом. Руїни міста знаходяться на території сучасної Туреччини (провінція Анталья) в околицях селища Гелеміш.

## Історія
Згідно з легендою, яку наводить Страбон, місто заснував Патар, син Аполлона і Лікії, дочки Ксанфа. На сьогодні серед дослідників усталеною є думка про те, що Патара була колонією дорійських греків, які походили з острова Крит, чим пояснюється популярність культу Аполлона, який був дуже розповсюдженим серед дорійців. Точна дата заснування міста невідома, проте найдавніша кераміка, яку було знайдена на пагорбі Тепечік (місце розташування акрополя Патари) датується VII століттям до н. е., що вказує на заснування міста на межі VII і VII століть до н. е.

### Період перського домінування
Близько 540 року до н. е., вся Мала Азія, включаючи Лікію, потрапляє під владу перського царя Кіра II. Лікійці були одними з небагатьох народів, які чинили відчайдушний опір його полководцю Гарпагу. Втім, подальше співіснування персів і лікійців виявилося цілком спокійним. Перси обмежилися накладання на лікійські міста невеликої данини та практично не втручалися у справи регіону. Сам Гарпаг зрештою став засновником династії, яка правила Лікією до походів Олександра Македонського. Протягом періоду перського домінування лікійські міста досягти високого рівня розвитку і сформувати самобутню культуру.

### Елліністичний період

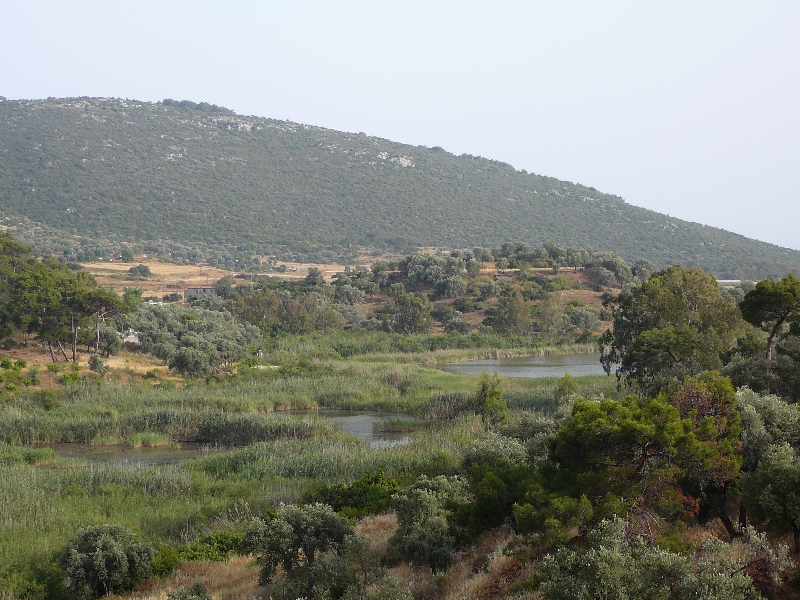
Гавань Патари, яка внаслідок зміни рівня води в Середземному морі перетворилася на болото

Після захоплення Галікарнасу Олександр Македонський вирішив організувати великий похід в Лікію і Памфілію, метою якого було захоплення контролю над узбережжям і нейтралізація загрози яка походила від ахеменідського флоту. У 333 році до н. е. Патара, як і решта міст Лікії, без опору здається військам Олександра.
Після розпаду імперії Олександра, в період воєн діадохів містом послідовно володіли Антигон I Одноокий та його син Деметрій I Поліоркет. Проте Антигону і його нащадкам не вдалося надовго утриматися в регіоні. У 308 році до н. е. в ході коаліційної війни проти Антигона Птолемей І Сотер організував великий морський похід вздовж узбережжя Кілікії, Памфілії і Лікії, внаслідок якого всі ці території перейшли під контроль царства Птолемеїв. В 301 році до н. е. після розгрому Антігона при Іпсі Птолемеї закріпилися в Лікії аж до початку II століття до н.е. Під час правління Птолемея II Філадельфа Патара була сильно зруйнована внаслідок землетрусу. Єгипетський цар відновив місто і назвав на честь своєї дружини Арсіної Арсинон (грец. Ἀρσινόη), проте ця назва не прижилася і місто продовжували називати Патарою.
Птолемеї втратили контроль над Патарою в 196 році до н. е., коли в ході П'ятої сирійської війни місто було захоплене селевкідським царем Антіохом III. Проте, контроль імперії Севевкідів над Патарою виявися не надто тривалим. В 192 році до н. е., Антіох ІІІ розпочав так звану Сирійську війну проти Риму та його союзників, яка закінчилася для нього військовою катастрофою. Після розгрому в битві під Магнезією, Антіох змушений був укласти з Римом вкрай невигідний для нього мир. За умовами Аппамейського мирного договору, укладеного 188 р. до н. е. Патара разом з усіма іншими лікійськими містами перейшла під владу союзної Риму Родоської держави.
Стосунки між лікійцями і родосцями були вкрай напружені. Тіт Лівій і Полібій згадують, що 178 році до н. е. лікійці надіслали до римського сенату послів з численними скаргами на політику родосців у Лікії. За свідченням Полібія римський сенат направив легатів до Родосу, які мали задовольнити частину вимог лікійців і врегулювати конфлікт. Зрештою в 167 р. до н. е., коли відносини між Родосом і Римом ускладнилися, сенат остаточно підтримав вимоги лікійців та вивів регіон з-під влади Родосу, дозволивши сформувати окрему самоврядну структуру, союз 23 міст, відомий як Лікійська ліга або Лікійський союз (лікійск.: Itlehi Trmmili). Зазначена політична структура мала статус союзника Риму аж до її ліквідації за часів імператора Клавдія.
Період II — I століть до н. е. став добою розквіту Патари. У цей час місто виконує роль столиці Лікійської ліги, тут збирається її рада (синедріон грец. συνέδριον), та резидує голова Ліги (лікіарх) разом з іншими особами, які обіймали ті чи інші магістрати. У Лікійському союзі Патара разом зі ще п'ятьма містами (Ксанфом, Мірами, Пінарою, Тлосом та Олімпосом) мала максимальну кількість голосів (місто могло направляти до синедріону трьох послів). У цей же час Патара перетворюється на важливий економічний центр та ключовий порт.
Про історію Патари в цей час ми знаємо мало. У 88 році до н. е. місто було обложене царем Понту Мітрідатом VI. Проте, понтійський цар не зумів належним чином організувати блокаду міста з моря, що зумовило його військову невдачу. Зрештою, розуміючи, що взяти місто він не зможе Мітрідат вирішив зняти облоги та відступити. Аппіан з цього приводу наводить легенду, згідно з якою Мітрідат вирубавши священну рощу побачив сон, який його злякав настільки, що той вирішив зняти облогу.
У 43 році до н. е. в Лікію в пошуках грошей і воїнів для ведення війни проти Марка Антонія та Октавіана Августа прибув Марк Юній Брут з військами. Впливовий лікієць Навкрат закликав жителів до непокори Бруту, який до цього практично дощенту зруйнував сусідній Ксанф. Обложена Патара також відмовлялася підкоритися римлянам, але в ході переговорів місто домовилося забезпечити Брута кораблями і золотом, отримавши натомість звільнення від податків на найближчі кілька років.

### Період Римської та Візантійської імперій

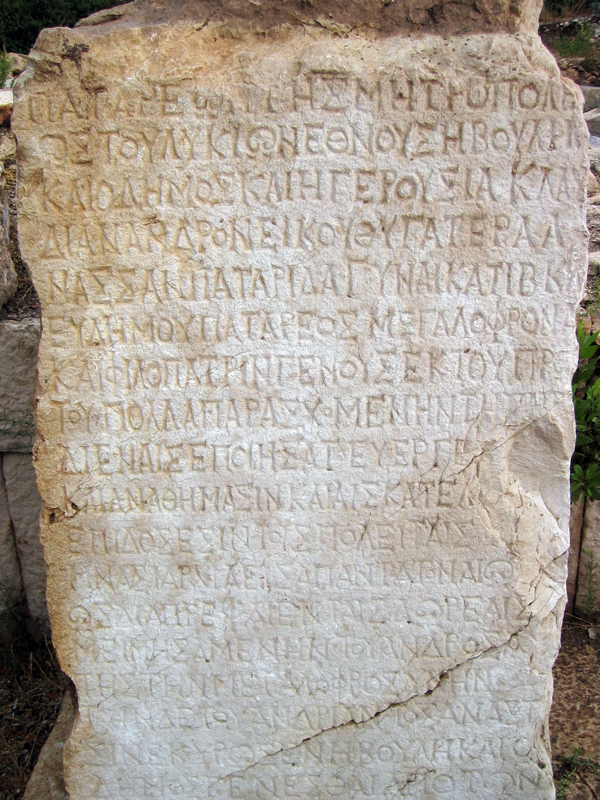
Грекомовна інскрипція з Патари

Протягом 40-х — 70-х років І століття відбувався поступовий процес інкорпорації Лікії до складу імперських структур. У 43 році імператор Клавдій ліквідував самоврядну Лікійську лігу, включивши всі її міста в тому числі і Патару до складу провінції Лікія. Згодом Нерон ненадовго відновив Лікійську лігу. В 74 році самоврядування Лікії було остаточно скасовано імператором Веспасіаном, а Патара разом з іншими містами була включена до римської провінції Лікія-Памфілія з центром у місті Перге. Попри втрату навіть відносної самостійності та статусу адміністративного центру, імперський період був добою розквіту Патари. В цей час було зведено водогін, чотири терми, гранаріум, тріумфальну арку, перебудовано театр та булевтерій, реконструйовано агору. Таким чином, практично всі збережені на сьогодні будівлі Патари були або зведені або капітально перебудовані в римську добу. Саме в цей час місто досягає найбільшого територіального розширення та досягає максимуму населення (в середині І століття в місті мешкало близько 20000 осіб).
Про історичні події пов'язані з Патарою нам відомо так само небагато. Місто відвідують імператори Веспасіан та Адріан з дружиною Сабіною. Візит Адріана, який відбувся 131 року був однією з найбільш пам'ятних подій в історії міста. Після візиту імператор звелів звести великий зерновий ринок (гранаріум) руїни якого збереглися до сьогодні.
З інскрипції, знайденої біля зовнішньої стіни скени театру ми знаємо, що 143 році місто сильно постраждало від землетрусу, але було швидко відбудовано.
Важливим процесом історії Патари римського періоду стала поступова латинізація, зокрема, меценати, які реконструювали театр носили римські імена.
У цей же час в місті розповсюджується християнство та формується впливова християнська громада.

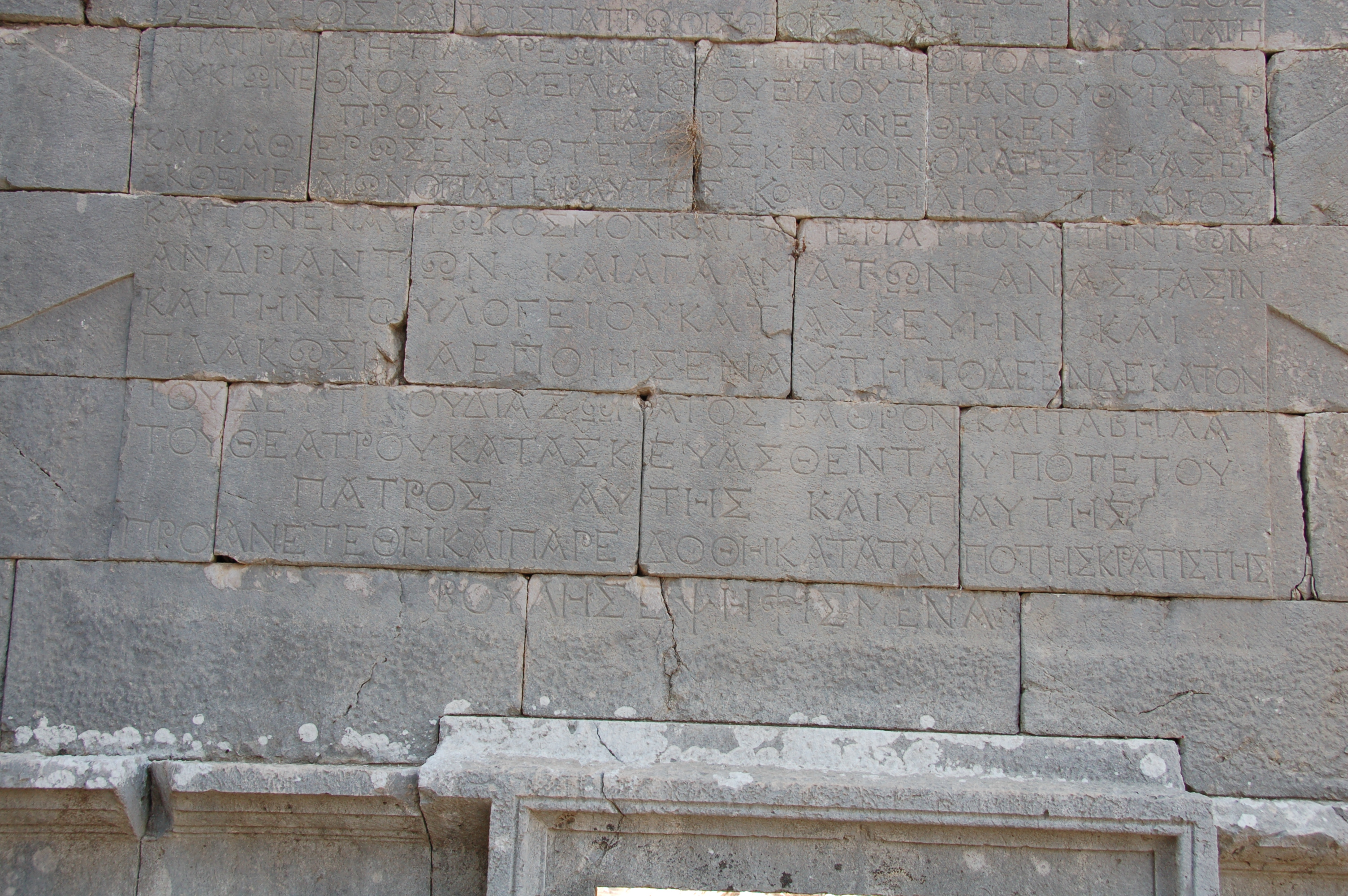
Грекомовна інскрипція, розміщена на стіні театру Патари

Останній розквіт місто пережило за доби імператора Юстиніана в VI столітті. Саме цим часом датуються сліди ремонтів та перебудов низки громадських споруд. Імовірно, що в цей час було споруджено і велику базиліку, яка виконувала роль кафедрального собору Патари.
Починаючи з середини VII століття араби, відвоювали у Візантійській імперії Сирію, Єгипет, і Північну Африку, створюють сильний флот і починають робити набіги на середземноморське узбережжя Малої Азії. Імперія, яка переживає на той момент глибоку кризу, була не в змозі забезпечити захист своїх територій. Спустошень в цей час зазнає і Патара, яка до того ж не мала потужних укріплень. Через постійні набіги і грабежі населення міста поступово зменшується.
У VIII — X століттях заселеною залишається невелика частина античного міста, що безпосередньо прилягала до гавані дещо північніше театру. Імовірно, що саме в цей час зводиться стіна, що включала в себе будівлю булевтерію, «Терм Веспасіана», «Центральних терм» та неподалік від «Корінфського храму» підходила до гавані. Візантійські пам'ятки імовірно VIII-IX століть знайдено також біля пагорбу Тепечік. Згодом заселеним залишився лише невеликий пагорб, на якому стояв «Корінфський храм». Тут було зведено додаткові укріплення, залишки яких досить непогано збереглися до наших днів (в систему цих укріплень як вежу було включено і згаданий «Корінфський храм» завдяки чому він, очевидно, і зберігся до сьогодні).
На початку VIII століття, з розвитком фемної системи (система військово-адміністративного поділу) у Візантії, Патара входить до новоствореної морської феми Ківірреоти (грец. Θέμα ναυτικόν Κιβυρραιωτῶν), що охоплює південне узбережжя Малої Азії та острови Егейського моря. Ківірреоти була найбільш значною морської фемой Візантії складаючи основу візантійського флоту.
У X столітті, після ряду перемог над арабами Візантія відновлює вплив в регіоні. В цей час місто використовується як військово-морська бази та зберігає певне торгове значення. Однак, територія міста обмежується лише одним укріпленим пагорбом і фактично не збільшується. Крім того, на сьогодні єдиною відомою пам'яткою X —XII століть є невелика базиліка, розташована в центрі середньовічних укріплень, що вказує на те, що місто продовжувало перебувати в занепаді.

### Сельджуцьке завоювання та занепад

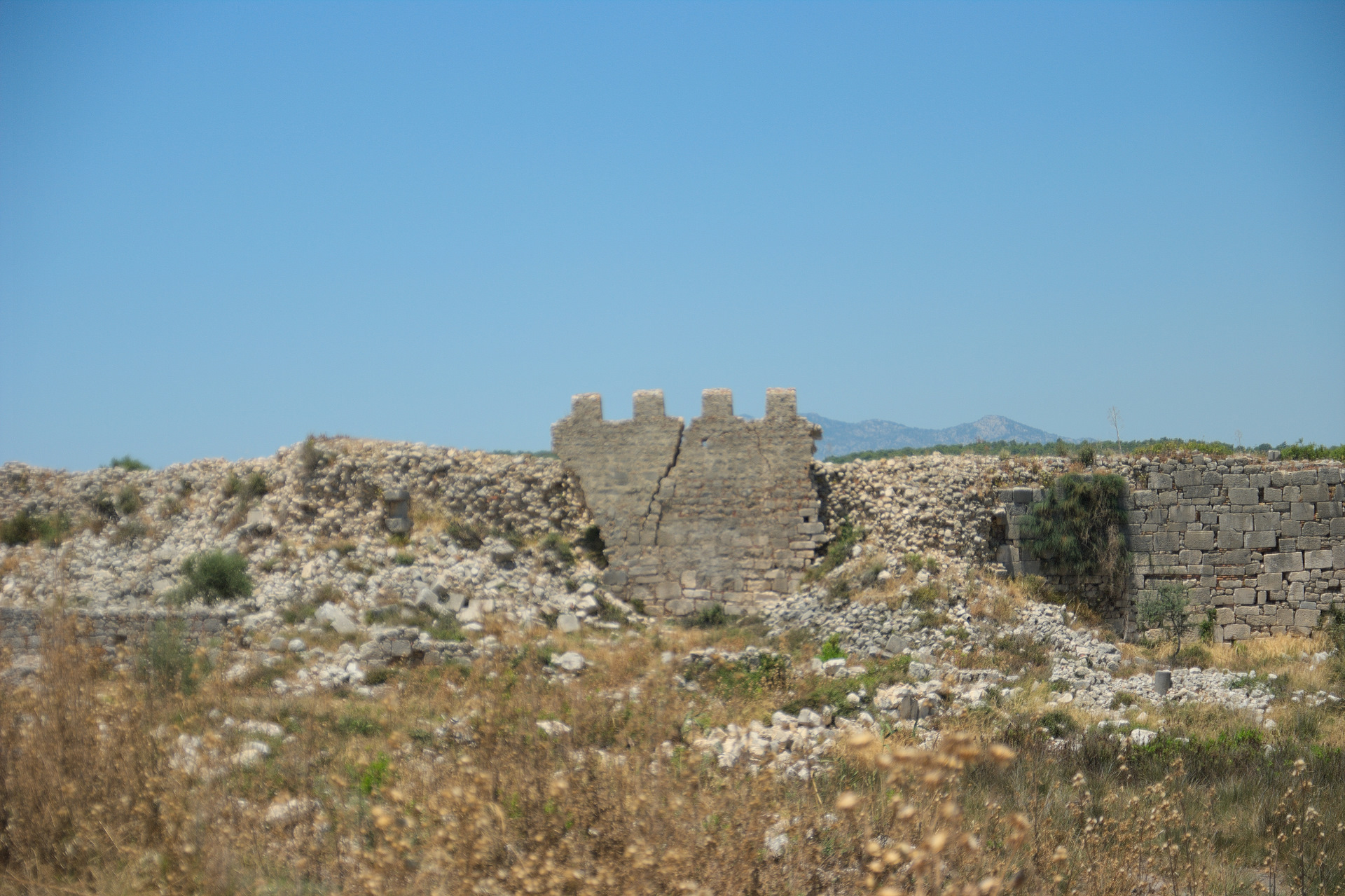
Залишки укріплень середньовічного міста

На межі XII — ХІІІ століть місто було завойоване сельджуками і ще певний час використовується як порт. Серед сельджуцьких пам'яток на сьогодні відомі руїни мечеті та невеликої лазні. Всі ці будівлі зосереджені в середньовічному місті неподалік від «Корінського храму». Сельджуки також перебудували візантійські стіни, додавши зубці характерної форми.
Попри сельджуцьке завоювання в місті залишалася значна християнська громада та діяла як мінімум одна церква.
Патара продовжувала існувати як невелике місто і порт ще в XIV столітті. Однак, очевидно, десь в цей же час внаслідок зміни рівня води в Середземному морі гавань Патари поступово перетворилася на болото, що остаточно знищило місто. Після того, як місто залишили його мешканці, руїни будівель поступово занесло піском.

## Патара в історії релігії
З античних часів Патара була великим релігійним центром, відомим в грецькому світі завдяки святилищу Аполлона з оракулом, яке поступалося своєю славою хіба знаменитому святилищу в Дельфах. На сьогодні місце розташування цього святилища не встановлене. Знахідка голови Аполлона в ході розкопок 1990-х років на пагорбі Тепечік дала можливість припускати, що храм знаходився десь в районі найдавнішого акрополя Патари.
Важливу роль місто відігравало і в історії християнства. Зокрема, апостоли Павло та Лука під час своєї подорожі з Родоса в Фінікію ненадовго зупинялися у Патарі. Загалом зручне розташування на перетині торговельних шляхів зробило місто і одним з важливих пунктів на паломницькому шляху з Константинополя до Палестини.
Християнська громада в самій Патарі, очевидно, існувала ще з I століття н. е. Згодом тут було засновано досить впливову серед малоазійських християнських общин єпископську кафедру. Єпископи Патари відігравали важливу роль в ранньохристиянський час. Зокрема підписи трьох з них стоять під актами вселенських соборів:
- Евдема, під правилами Першого Нікейського собору 325 року;
- Евдемія під рішеннями Першого Константинопольського собору 381 року;
- Кирина під рішеннями Халкідонського собору 451 року.

З Патарою пов'язані життя та діяння декількох християнських святих. Зокрема, з Патари походив святий Мефодій Патараський (ранньохристиянський богослов, який прийняв мученицьку смерть), святі Паригорій та Лев Патарські, замучені в Патарі місцевими язичниками. Можливо саме з цими святими був пов'язаний релігійний комплекс візантійського часу, зведений в центрі некрополя біля пагорбу Тепечік над могилою якогось особливо шанованого християнського мученика. З Патари також походили святі Амфіан та Едісій Патарські, які були замучені в Кесарії Палестинській.
Однак найвідомішим вихідцем з міста був Святий Миколай. Майбутній єпископ Мир народився та здобув освіту в Патарі.

## Пам'ятки

### Система міського планування
Протягом останньої тисячі років місцевість навколо Патари суттєво змінилася. В античності на місті сучасного болота знаходилася велика зручна гавань, яка і дала початок місту. В добу розквіту Патари місто займало все узбережжя по обидва боки гавані, проте основна частина міста знаходилася на її східному боці. Окрім узбережжя до складу міської території входило три пагорби: невеликий Тепечік в північній частині гавані (найдавніша частина міста), дещо південніше безіменний пагорб, яке займало середньовічне місто і в південній частині гавані знаходився пагорб відомий сьогодні як Куршунлутепе, біля його підніжжя лежала центральна частина міста римського часу, а на сам пагорб опиралася будівля театру.
Найдавнішою частиною міста був пагорб Тепечік. Саме тут було віднайдено найдавнішу кераміку та найдавніші скельні поховання, датовані VI століттям до н. е. Імовірно біля цього пагорбу знаходилося і святилище Аполлона. Проте, вже в елліністичний період центр міста перемістився на південь до схилів Куршунлутепе, а Тепечік перетворився на північну околицю міста. В візантійський період міська територія скоротилася і обмежувалася середнім пагорбом.
Попри значні роботи проведені археологами протягом останніх 20 років, більша частина міста залишається повністю засипаною піском (розчистити вдалося лише найбільші громадські та релігійні будівлі), тому сказати щось про систему міських вулиць складно. Щоправда частково було розчищено велику колонну вулицю з портиками, яка, імовірно, проходила від «Арки Метія Модеста» до гавані, а звідти до агори, що знаходилася біля театру та булевтерію. Однак навіть ця вулиця розчищена лише частково і більша частина її маршруту є суто гіпотетичною. Інші вулиці міста на сьогодні перебувають під шаром піску, тому сказати щось про організацію міського планування складно, проте, враховуючи, те що більшість території міста лежала на рівнинній місцевості, можна говорити про застосування гіпподамомовї системи.

### Фортифікаційні споруди

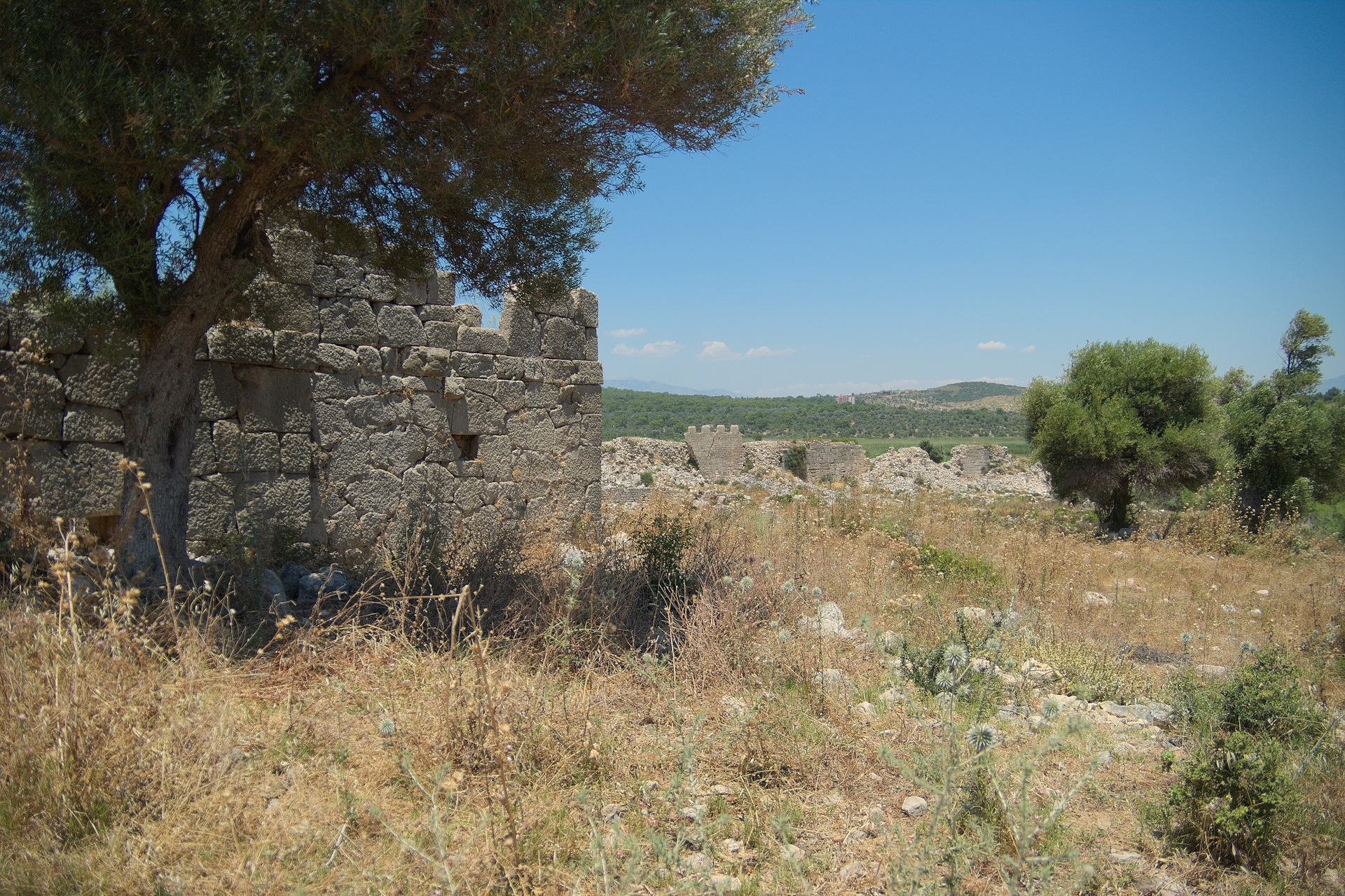
Залишки міських укріплень Патари візантійського та сельджуцького періодів

На відміну від Сіде або Перге, в яких прекрасно збереглися фортечні стіни елліністичного періоду, в Патарі немає жодних видимих слідів античної фортифікації. Якісь залишки фортечних стін архаїчного періоду знайдено в ході розкопок на пагорбі Тепечік. Очевидно якісь укріплення мали існувати і в елліністичну добу. Однак, протягом римського періоду Патара перебувала у відносній безпеці, тому укріплення навколо міста, яке постійно збільшувалося в розмірі не зводилися, а старі очевидно були зриті.
Заново місто почали укріплювати лише у візантійську добу внаслідок початку арабських набігів на узбережжя. В цей час було укріплено центральний район між агорою біля театру та гаванню. У систему стін було включено булевтерій, «Терми Веспасіана» та «Центральні терми». Ця частина укріплень збереглася досить погано. Дещо пізніше було укріплено середній пагорб з «Корінфським храмом». Ці середньовічні візантійські укріплення, зміцнені сульджуками, використовувалися до XIV століття та збереглися досить непогано.

### Громадські споруди
Як і будь-яке інше античне місто Патара мала досить стандартний набір громадський будівель, що включав агору, театр, терми, акведук та тріумфальну арку. Деякі з зазначених споруд збереглися в досить непоганому стані.

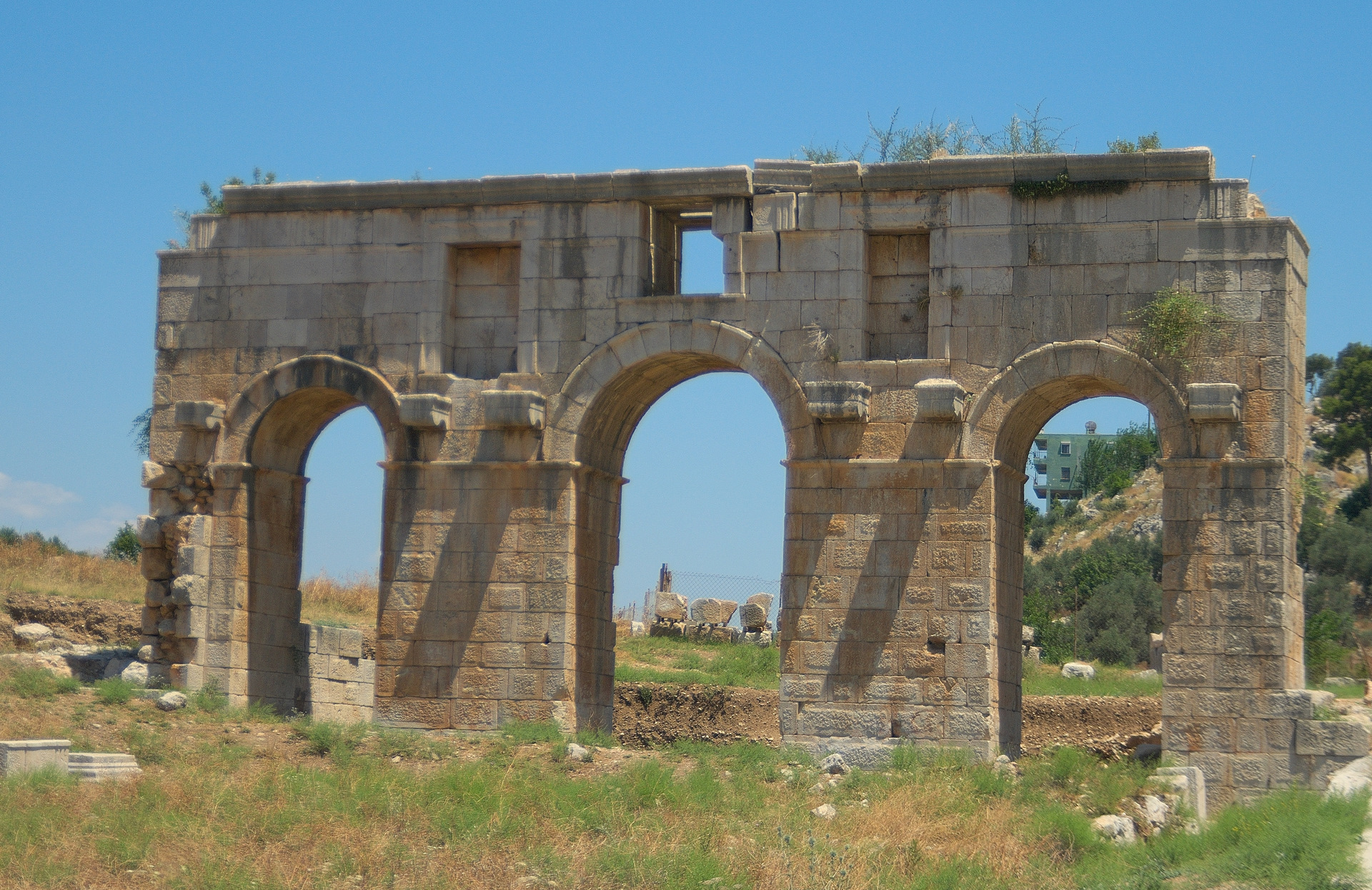
Тріумфальна арка Меттія Модеста

#### Тріумфальна арка
Тріумфальна арка відома як «Арка Меттія Модеста» є візитівкою міста та найкраще збереженою пам'яткою Патари. Арка знаходиться дещо південніше пагорбу Тепечік та міського некрополя.
З інскрипції ми знаємо, що її було зведено мешканцями Патари на честь першого губернатора провінції Лікія-Памфілія Меттія Модеста та імператора Трояна біля 100 року н. е.
Споруда являє собою велику трипролітну арку довжиною близько 19 м і висотою близько 10 м. Товщина стін та пілонів сягає 2 м. Прольоти арки перекриті циліндричними склепіннями. Основним матеріалом для будівництва був вапняк.
Первісно арка була прикрашена скульптурними зображеннями самого Меттія Модеста та членів його сім'ї (збереглося лише 12 консолей, по шість з кожного боку арки). Верхня частина арки прикрашена антаблементом доричного ордеру. Досить добре видно фриз оздоблений тригліфами та карниз. З боків центрального прольоту знаходяться дві прямокутні ніші, які раніше прикрашалися бюстами або рельєфами. Арка Патари не мала характерного для римської традиції зведення подібного роду споруд аттіку, що споріднює її з іншими тріумфальними арками Анатолії (наприклад з тріумфальними арками в Антальї, Ієраполісі та Аріасосі). Найдавнішою спорудою такого типу в Малій Азії, яка імовірно і стала прототипом для «Арки Метія Модеста» були міські ворота Антіохії Пісідійської.
Арка була зведена не стільки як монументальний в'їзд до міста, скільки певний маркер міської території та монумент на честь важливих персон. Вона ж слугувала останньою частиною міського водогону.

#### Театр

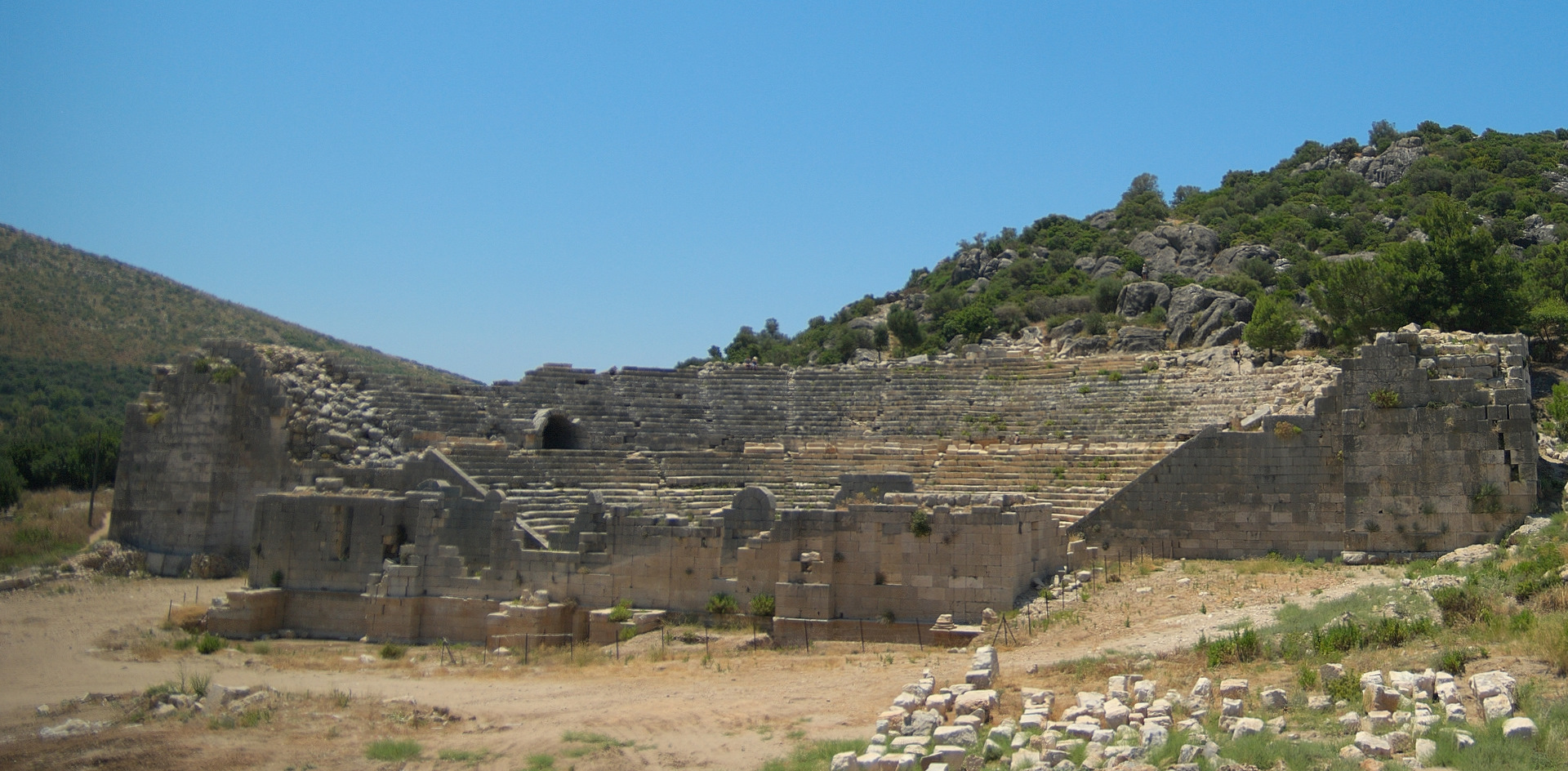
Театр Патари. Загальний вигляд

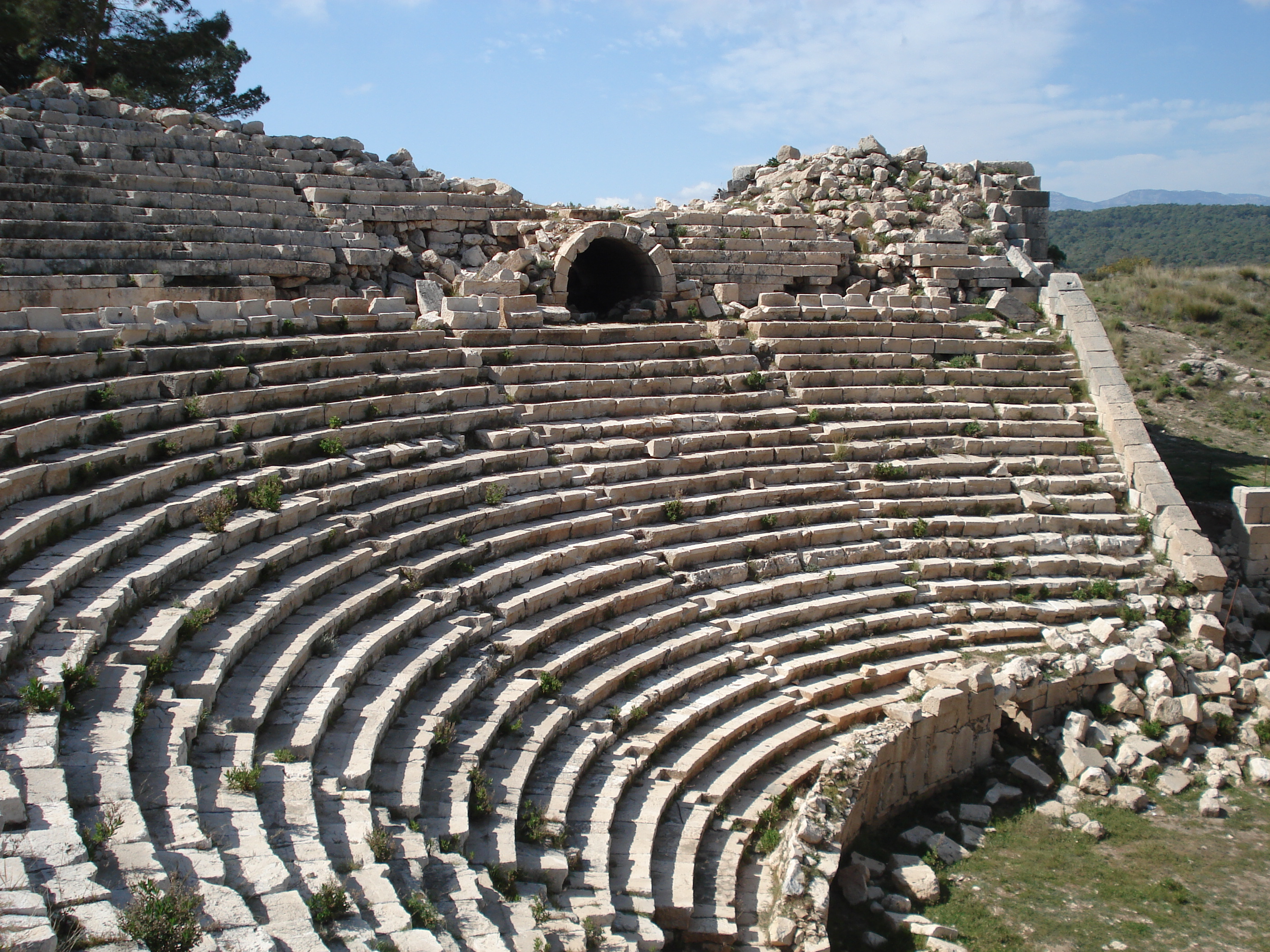
Театр Патари. Вид на театрон та орхестру

Як і в будь-якому іншому античному місті, у Патарі театр, як один з центрів громадського життя, був однією з найбільших споруд полісу.
Типологічно театр Патари належить до так званих грецьких театрів з круглою орхестрою та театроном, який оточує її трохи більше ніж півколом.
Театрон являв собою значну споруду з діаметром умовного кола, утвореного верхніми рядами сидінь, в 84 м. Він складався з двох частин: театрону (за латинською термінологією імми кавеї) — нижніх рядів сидінь та епітеатрону (сумми кавеї) — верхніх рядів сидінь. Обидві частини театрону були розділені широким проходом — діазомою. Епітеатрон був дещо піднятий над діазомою за рахунок стіни подіуму заввишки близько 1,3 м. Над епітеатроном розміщувався портик, прикрашений колонами (практично не зберігся). З інскрипції на стіні театру ми знаємо, що будівля мала також так звану веллу (навіс або тент розташований над сидіннями театрону, який мав захищати глядачів від сонця). Театрон (імма кавея) мав 17 рядів сидінь, які розділялися сходами на 8 секцій (так званих керкід, або, за латинською термінологією, куней). Епітеатрон складався з 14 рядів сидінь, що розділялися на 16 керкід.
Кожна лава сидінь мала висоту приблизно 0,37 і глибину 0,72 м.
Епітеатрон опирався не на схил пагорба, а на спеціальні кам'яні субструктури у вигляді перекритої циліндричним склепінням галереї. З цієї галереї глядачі могли потрапити на діазому. Зазначена галерея відігравала велику роль не лише як конструктивний елемент, що підтримував верхні ряди театрону, але і як система евакуації, що забезпечувала швидкий вхід і вхід глядачів з театру.
З боків театрон підтримували потужні стіни так-звані аналеммати.
Згідно з сучасними підрахунками, загальна кількість глядачів, які могли одночасно перебувати в театрі мала складати близько 6000 чоловік, таким чином театр Патари був одним з найбільших споруд для організації видовищ в Лікії.
Орхестра була круглою за формою і мала діаметр близько 23 метрів. Судячи з того, що перші ряди сидінь знаходилися досить високо над орхестрою, можна говорити про те, що її використовували не лише для театральних вистав, але і для ігор.
Скена мала загальну довжину близько 40 і ширину близько 4,5 м. Внутрішня стіна скени (яка виходила на орхестру) була оздоблена двоповерховим колумнарієм, імовірно, зі статуями та рельєфами. Скена мала 5 дверних порталів, які виходили на проскеній.
Зовнішня стіна скени була триярусною і прикрашалася пілястрами, нішами-едикулами та арочними вікнами. З боків зовнішньої стіни скени знаходилася два колонних портики. Імовірно, що так само як і внутрішня стіна скени, зовнішня стіна також була прикрашена статуями. На зовнішній стіні скени збереглися дві інскрипції.
Будівля театру була зведена з добре тесаних квадрів вапняку.
Про час зведення театру нам дещо повідомляють дві згадані вище інскрипції. Імовірно, що якийсь театр на цьому місті існував ще в елліністичні часи, проте, сучасна будівля була зведена в I столітті н. е. Відповідно до напису, знайденого на стіні театру, відзначений якийсь Поліперхон, який зробив значний внесок в спорудження театру в добу імператора Тиберія. Від цієї будівлі збереглася тільки нижня частина театрону. Інша інскрипція повідомляє нам, що Квінт Велій Титон та його дочка Вілія Прокула дали значну суму коштів на перебудову театру. Зокрема, було зведено 11 рядів епітеатрону, перебудовано скену та прикрашено будівлю різними мармуровими елементами, зокрема статуями. Тоді ж з'являється і велла. Донатори присвятили цю реконструкцію імператору Пію Антоніну. Датою проведення ремонтних робіт вважають 146 або 147 р. Імовірно, що їх проведення було зумовлено руйнуваннями, які зазнала театральна будівля внаслідок землетрусу 143 р.
Будівля театру збереглася досить непогано. Практично повністю вцілів театрон та перший і частково другий поверх скени. Непогана збереженість театру пояснюється тим, що ще в середні віки будівля була засипана піском і тому не була піддана розграбуванню. У 2000-х роках внаслідок великого проекту по реставрації пам'яток Патари театр було повністю розчищено від піску та проведено певні роботи з консервації. На сьогодні споруда відкрита для огляду туристами.

#### Булевтерій

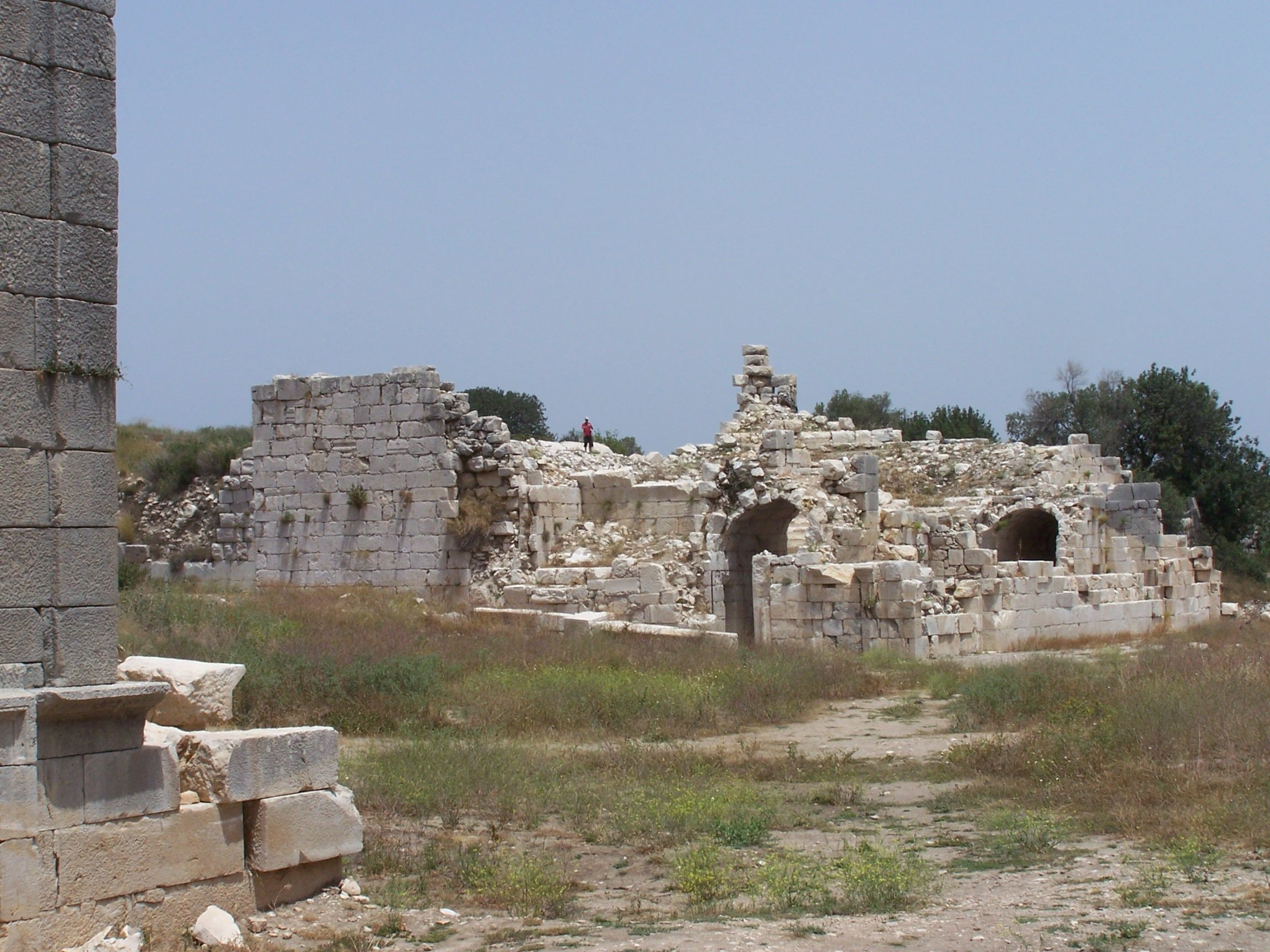
Будівля булевтерію до реставрації

Дещо північніше театру розташована іще одна будівля театрального типу, яку дослідники атрибутують як булевтерій.
Споруда в плані майже прямокутна (42х30 м.) лише західна стіна дещо заокруглена. Всередині будівлі знаходилося декілька приміщень. Найбільшим з них була центральна зала, з розташованими у вигляді заокругленого театрону сидіннями. Театрон мав 20 рядів з кам'яними лавами, які в свою чергу 6-ма сходами були розподілені на 5 керкід. В центрі театрону розміщувалося спеціально відокремлене крісло, яке вважають місцем лікіарха.
В центральну залу вели 5-ть монументальних дверних прорізів та два пароди. Дверні прорізи сполучали її з вузьким, коридорного типу приміщенням, яке було перекрите склепінням. З Півночі та Півдня до центральної зали прилягали сходові марші, що давали можливість швидко дістатися діазоми.
На повну висоту до початку даху зберігся лише північно-західний кут споруди. За висотою його стін вчені визначають повну висоту будівлі до початку даху в 17 м. З інскрипції знайденої в некрополі Патари нам відомо, що будівля булевтерію була перекрита кроквяним дахом. Велика кількість черепиці знайдена під час розкопок повністю підтвердила цю інформацію. Оскільки будівля перекривалася дахом, то імовірно, що дещо вище діазоми по всій довжині фасаду розташовувалися вікна, які забезпечували освітлення зали. Зі східного боку, де будівлі булевтерію виходила на агору існував портик.
Функціональне призначення всіх приміщень невідоме, проте центральна зала, могла, використовувалася як місце засідань ради Лікійського союзу (Патра була столицею цього об'єднання) та буле самої Патари, приміщення, що прилягало до великої зали зі Сходу могло бути канцелярією. Щоправда, варто зазначити, що стіна скени будівлі мала 5 дверних прорізів, що не характерно для булевтеріїв (мали як правило два дверних прорізи, між якими розташовувалося місце для оратора) та зближує будівлю з одеонами, які в свою чергу мали непарну кількість дверей внутрішньої стіни скени. Тому гіпотетично можливо, що будівля використовувалася і як булевтерій, і як одеон.
Будівлю булевтерію як правило датують серединою I століття, хоча цілком імовірно, що звели її на місці більш давньої споруди з тим же призначенням. В середині II століття вона зазнала перебудови імовірно, внаслідок проведення ремонту після руйнівного землетрусу початку 140-х років.
Будівлю перестали використовувати за призначенням на межі VI-VII століть, коли внаслідок зведення нових стін навколо Патари булевтерій було включено до їх складу як укріплений бастіон. Зміна функцій призвела до суттєвої перебудови: всі приміщення, що прилягали до центральної зали були заповнені ґрунтом та ламаним камінням. Більшість лав верхніх рядів театрону була розібрана і використана як будівельний матеріал для зведення нових міських укріплень. Протягом середніх віків практично всю будівлю було занесено піском.
В 1997 році розпочалися польові роботи по вивченню пам'ятки. Протягом 1997—1999 років будівлю було розчищено від піску зовні. Починаючи з 2001 року були розпочаті розкопки в середині будівлі, а починаючи з середини 2000-х років розпочався масштабний проект з реставрації булевтерію Патари. В ході його проведення були укріплені частини будівлі, що збереглися, відновлені сидіння театрону, частково відбудовано портик.

#### Терми

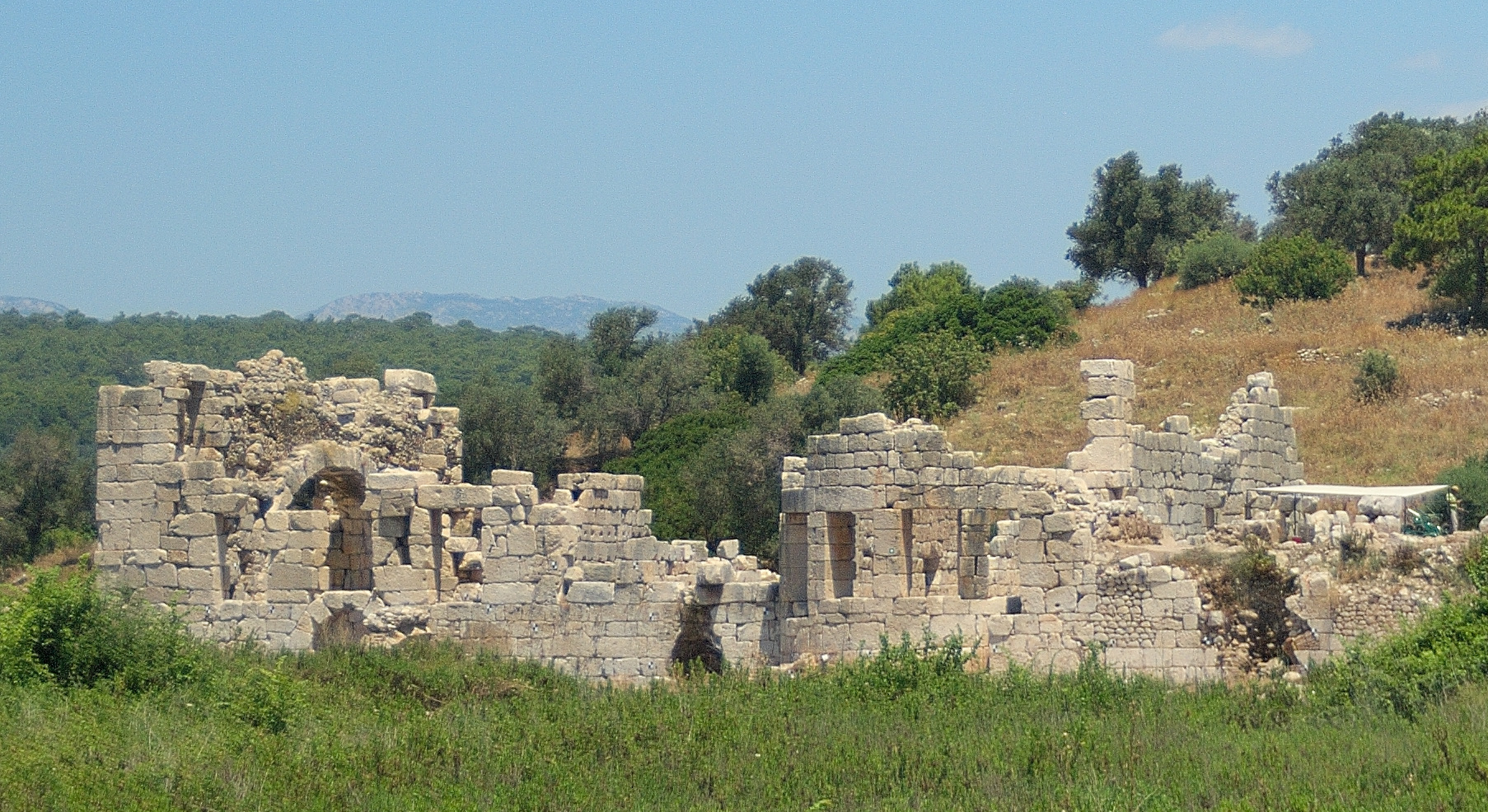
Загальний вигляд руїн Портової терми

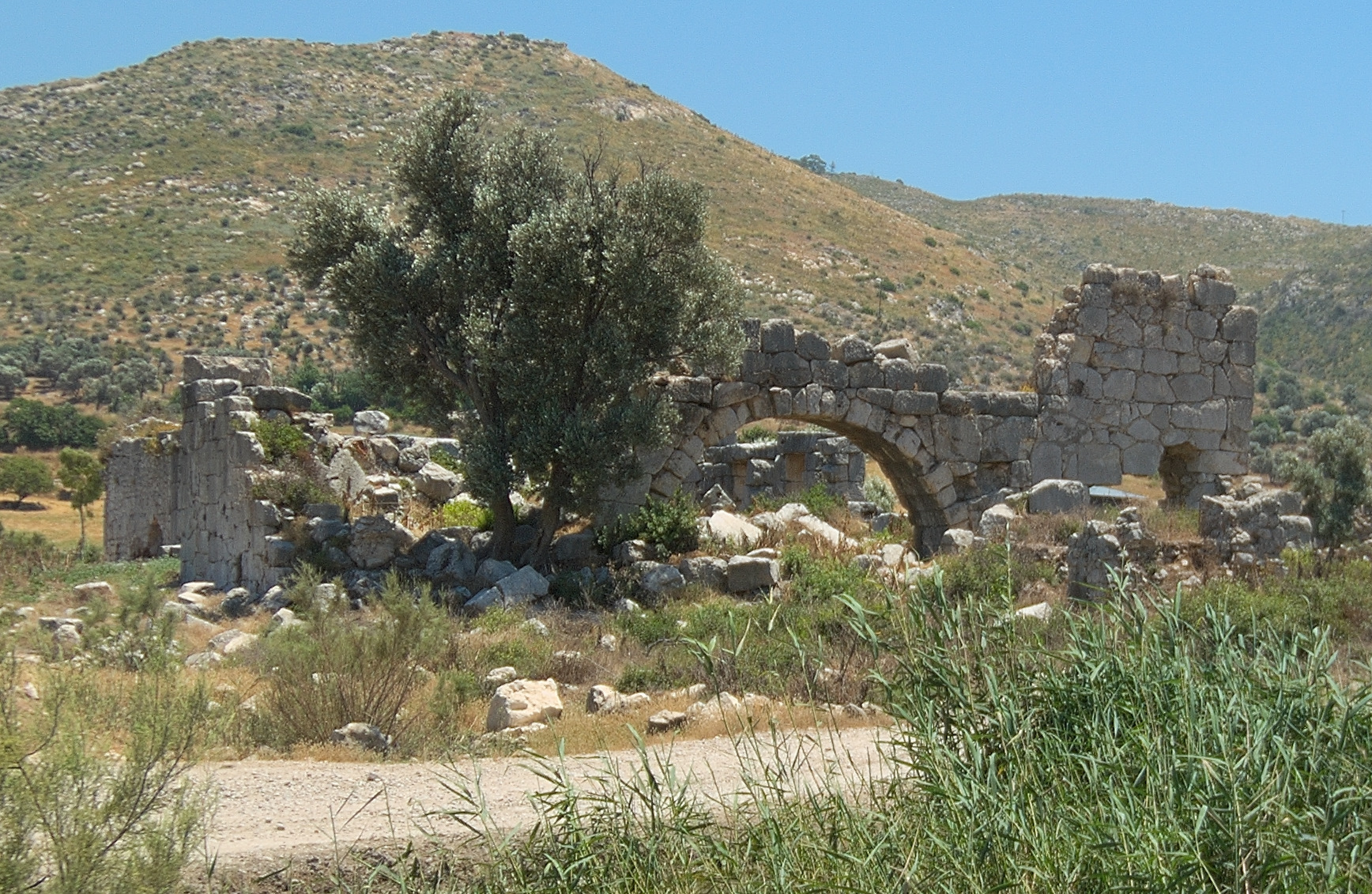
Портові терми Патари. Загальний вигляд з півдня

В будь-якому античному місті римської доби терми відігравали важливу роль в системі організації дозвілля мешканців, поступово перетворюючись на важливу складову стабільності функціонування соціуму, тому кожен поліс намагався забезпечити доступ своїх громадян до відпочинку в лазнях зводячи великі комплекси публічних, як правило, безкоштовних терм. В Патарі відомі руїни п'яти лазень: чотири античної і одні візантійської доби.
Терми Веспасіана— найбільші терми в Патарі (38Х27 метрів), розташовані неподалік від агори. Як і більшість лікійських терм складалися з трьох основних приміщень фригідрарію, тепідарію і кальдарію, з'єднаних дверними проходами.
Будівля була складена з великих вапнякових квадрів та перекрита циліндричними склепіннями. Інтер'єр був оздоблений мармуром та частково розписаний. Приміщення опалювалися за допомогою системи гіпокаусту, яка досить непогано збереглася.
Назву комплекс отримав за посвячувальним написом на честь імператора Веспасіана, проте, археологічні дослідження показали, що комплекс було зведено ще за правління його попередника Нерона, а за доби Веспасіана, імовірно, лише поновлено або відремонтовано. Проте, в будь-якому разі, ці терми зведені в середині I століття є найдавнішими термами в Лікії.
Будівля продовжувала функціонувати протягом всього періоду античності і перестала використовуватися, ймовірно, в VII столітті. В цей час терми були включені до складу оборонного муру Патари як бастіон. Будівля була остаточно покинута в середньовізантійський період.
Стіни споруди збереглися відносно непогано, в той час як склепіння та система декорації практично повністю загинули. На сьогодні комплекс Терм Веспасіана досліджено археологами лише частково.
Центральні терми — другий за розмірами лазневий комплекс Патари (приблизно 25х19 метрів), розташований неподалік від терм Веспасіана наприкінці великої колонної вулиці. Структурно комплекс нагадував Терми Веспасіана і складався з тих же приміщень до яких додалася палестра, призначена відповідно для відпочинку відвідувачів та спортивних ігор. Комплекс датується II століттям.
Будівлі центральної терми сильно пошкоджені: не збереглися склепіння, сильно зруйновані стіни. Археологічні роботи проводилися лише на частині території пам'ятки.
Портові терми — найкраще збережений лазневий комплекс міста, який до того ж найбільше привертає увагу туристів. Комплекс розташований неподалік від арки Метія Модеста та в античну добу виходив до порту Патари (звідси походить умовна назва комплексу). Портові терми були дещо меншими за розмірами ніж Терми Веспасіана та Центральні терми однак структурно дуже нагадували вищеописані будівлі. Матеріалом зведення виступав вапняк, щоправда якість обробки каменю була нижчою ніж в інших лазневих комплексах міста. Так само як і Центральні терми, Портова терма датується II століттям.
Малі терми — невеликий комплекс розташований дещо західніше головної колонної вулиці міста. Будівля має зовсім крихітні розміри, хоча за структурою збігається з великими термальними комплексами міста. Зведений, імовірно, так само у II або ІІІ столітті.
Після VI століття всі вищеописані термальні комплекси перестали використовуватися за своїм прямим призначенням, частково вони були включені до нової системи міських укріплень, частково розібрані на будівельні матеріали.
Візантійські терми — невеликий лазневий комплекс, розташований впритул до корінфського храму та міських стін середньовічної Патари. Комплекс зовсім невеликий за розмірами, зведений в середньовізантійський період і, ймовірно, продовжував функціонувати в сельджуцький період історії міста.

#### Зерносховище Адріана
Зерносховище (лат. granarium) — велика будівля, розташована на західному боці гавані. Будівля має розміри 75х25 метрів і розділене на 8 секцій. Можливо, мала два поверхи. Споруда зведена з каменю, внутрішні приміщення перекриті циліндричними склепіннями.
Центральна будівля, яка досить непогано збереглася, була оточена низкою менших споруд так само торговельного призначення, на сьогодні зруйнованих. Загалом комплекс відігравав роль головного торговельного майданчика міста, в тому числі і для торгівлі з Римом. Аналогічне зерносховище, також побудоване при Адріані знаходиться в іншому портовому місті Андріаке, яке було портом Мири Лікійської (розташоване в околицях сучасного міста Демре).
Знайдена на території пам'ятки інскрипція присвячена Адріану і його дружині Сабіні вказує на вірогідну дату побудови близько 131 року, коли Адріан відвідав Патару.

#### Маяк
Однією з найбільш цікавих пам'яток Патари є розташований в західній частині руїн міста маяк. Споруда датована серединою I століття є найдавнішою спорудою подібного роду в середземноморському регіоні, відомою археологам.
Будівля являла собою п'ятиповерхову споруду загальною висотою близько 20 метрів. Кругла в плані вежа маяка стояла на квадратній основі. По периметру вежі розташовувався великий грекомовний напис, залишки, якого були виявленні в ході розкопок.
На сьогодні від будівлі зберігся квадратний постамент та нижній ярус круглої вежі.

### Релігійні пам'ятки

#### Язичницькі храми

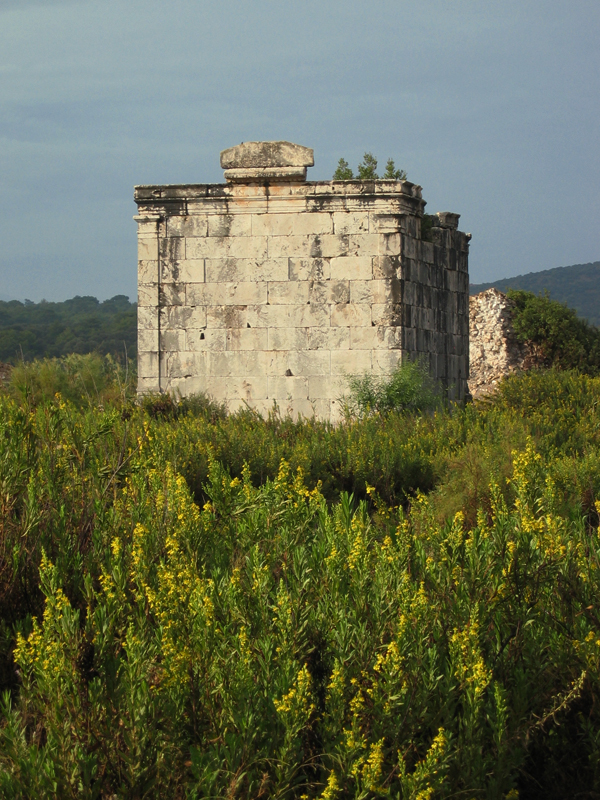
Вид «Корінфського храму» з тильного боку

Патара була відома як важливий релігійний центр ще в античні часи. Писемні джерела вказують на наявність в місті розвиненого культу Аполлона, в Патарі знаходився великий храм та оракул, присвячений цьому божеству. Проте, значних релігійних пам'яток античної доби в місті не збереглося, а залишки святилища Аполлона поки ще не виявленні. В досить непоганому стані зберігся лише так званий «Корінфський храм».
«Корінфський храм» розташований в південно-східній частині «Середньовічного міста» і є одним з найкраще збережених зразків святилища античної доби в Лікії. Первісно храм являв собою споруду простильного типу з чотирьохколонним портиком, поставлену на стилобаті розміром 18х12 м. Наос розміром 7х8 м був з боку входу прикрашений чотирьохколонним портиком корінфського ордеру (не зберігся). Вхід було оздоблено монументальним дверним порталом, який дійшов до наших днів в досить непоганому стані.
Часом зведення храму вважається II століття. Божество, якому було присвячено цей комплекс, не встановлене. Імовірно, що десь на межі IV століття і V століть, як і більшість язичницьких храмів Лікії «Корінфський храм» було зачинено. Під час зведення нових середньовічних укріплень його залишки було включено до складу міських стін як вежі або бастіон. За рахунок включення до складу фортифікаційної системи пам'ятка досить непогано збереглася.
На сьогодні храм досліджено і частково відреставровано. «Корінфський храм» разом з іншими пам'ятками Патари включено до переліку світової спадщини «ЮНЕСКО».

#### Християнські храми
В добу раннього християнства Патара залишається важливим релігійним центром. Тут з'являється велика християнська громада та розміщується кафедра єпископа через місто проходять шлях паломників з Заходу на Святу землю. Ці фактори зумовили появу в місті низки християнських культових споруд. Проте, в зв'язку з недостатньою археологічною вивченістю території міста, на сьогодні відомо лише чотири християнських церкви.
Велика базиліка. Найбільшою з них є базиліка розташована дещо на схід від комплексу «Портової лазні». Первісно це був великий архітектурний комплекс (80X45 м.), що включав в себе тринавну базиліку з трансептом та баптистерій. Обидві споруди виходили в великий оточений колонами атріумний двір. За своїми планувальними особливостями ця базиліка дуже нагадувала «Базиліку А» в Перге і «Єпископську базиліку» в Сіде.
Матеріалом для зведення споруди слугував оброблений місцевий вапняк, що є типовим для архітектури Лікії. Всередині храм було багато оздоблено різними мармуровими деталями та мозаїками (мозаїчні підлоги частково збереглися).
Будівлю датують VI століттям і, ймовірно, саме в цій базиліці розташовувалася кафедра єпископів Патари. Після зведення в VII столітті нових фортечних стін, базиліка опинилася за межами міських укріплень і з часом була полишена. Десь в VIII-X століттях в північно-західному куті базиліки було зведено невелику каплицю, а сама територія комплексу стала використовуватися як кладовище. Розкопки базиліки розпочалися в 1993 році і на сьогодні завершені, залишки базиліки частково експонуються.
Ще однією ранньохристиянською пам'яткою є базиліка, розташована дещо західніше пагорбу Тепечік. Будівля повністю затоплена і досі не досліджена.
Базиліка некрополя. Під-час розкопок некрополя біля пагорбу Тепечік було виявлено ще один християнський храм з великою кількістю поховань, як навколо храму так і всередині. В плані споруда витягнута, внутрішній простір розподілений на три нави. Потужні кам'яні пілони, які використані як опорні конструкції, вказують на те, що базиліка могла перекриватися склепінням та, можливо, куполом. Архітектура цієї пам'ятки значною мірою наближає її до базиліки Кавна та «Базиліки Святого Миколая» в Мирі, хоча церква Патари є значно меншою за розміром. Церква може бути датована VIII-X століттям.
Храм на території середньовічного міста. На території середньовічних укріплень Патари відомі руїни ще однієї церкви більш пізнього часу. Будівля являла собою своєрідний варіант хрестово-купольного храму з дещо витягнутою західною частиною та дуже вузькими бічними нава (архітектура)ми. Система склепінь трималася на 6-ти опорах, з яких східна пара являла собою потужні кам'яні пілони, решта 4-ри були колонами.
Центральний простір храму перекривався куполом, який тримався зі сходу на парі пілонів, а з заходу на східній парі колон. З чотирьох боків до куполу прилягали циліндричні склепіння, які мали урівноважувати купол. Бічні нави, як і у більшості малоазійських храмів були перекриті циліндричними склепіннями.
З заходу до церкви прилягав атріум, від якого вціліла лише одна стіна. Такий архітектурний тип з витягнутою західною частиною зустрічається в храмах Родосу, наприклад, церкві «Панагія тон Кастро».
Основним матеріалом, з якого було зведено будівлю є нетесаний камінь без застосування плінфи, що вказує на роботу місцевих майстрів.
Будівлю можна датувати періодом розквіту середньовічного міста в X-XII століттях, можливо дещо пізнішим часом.

#### Некрополі
Як і більшість великих міст античної доби, Патара була оточена некрополями з численними гробницями.
Найдавніші поховання що датуються VI-VII століттями до н. е. було знайдено на схилах пагорбу Тепечік. В основному це вирубані в скелях гробниці (на сьогодні їх відомо близько 50). На схід від зазначеного пагорбу знаходиться великий некрополь в якому представлені поховання в основному римського періоду. Тут зустрічаються різноманітні типи поховальних споруд: окремі саркофаги, монументальні гробниці, гробниці храмового типу, гробниці з екседрами, поховання з підземною камерою тощо. Серед поховань зустрічаються також вівтарі призначені для язичницьких ритуалів. Більшість гробниць збудована з місцевого вапняку, хоча зустрічаються окремі гробниці виготовленні з імпортного мармуру.
Найбільш цікавою поховальною пам'яткою Патари є велика гробниця розташована неподалік Гранаріуму на західному березі гавані. Це велика споруда в формах псеводоперіптерного храму. Поховальна камера розміщувалася на високому стереобаті розміром 19х14 метрів з монументальними сходами на 10 сходинок. Унаслідок численних землетрусів, на сьогодні гробниця сильно пошкоджена.
На східному березі гавані збереглося ще дві, щоправда, менші за розміром, гробниці храмового типу.
Перша з них відома як «Гробниця Марції». Зведена в III столітті для представниці заможного патарського роду Марції Аурелії Креон. З інскрипції, знайденої під-час розкопок, нам відомо, що в гробниці окрім самої Марції, яка виступала замовницею будівництва, були також поховані її батько, лікіарх Алхім ІІІ, та чоловік. Гробниця збудована у формі простилю. Поховальна камера розмірами 7,5х7,6 м стоїть на високому стереобаті (14Х9,5 м.). До входу в поховальну камеру ведуть монументальні сходи. Вхід було прикрашено портиком в формах корінфського ордеру, який не зберігся. Загалом гробниця досить сильно пошкоджена внаслідок численних землетрусів. В ході археологічних розкопок, які тривали в 2000-ні роки пам'ятку вдалося повністю розчистити та частково реставрувати.
Поряд з «Гробницею Марції» знаходиться найкраще збережена гробниця Патари відома як «Гробниця Акдама». Так само як і гробницю Марції, її було зведено в ІІІ столітті в формах простильного храму. Поховальна камера стоїть на стереобаті розмірами 14х8,75 м. До входу в камеру ведуть монументальні сходи з 8-ми сходинок. Поховальна камера перекрита циліндричним склепінням, яке частково збереглося. Гробниця завершувалася, двосхилим дахом. Вхід було прикрашено фронтоном у формах корінфського ордеру, який не зберігся.
Ще одна гробниця храмового типу, щоправда, досить погано збережена, відома на пагорбі Куршунлутепе (пагорб розташовано в південній частині міста, на його схили опирається театр Патари). Структурно вона нагадує вищеописані пам'ятки, однак є дещо меншою за розміром.

## Сучасний стан та використання руїн
У наші дні руїни міста практично повністю занесені піском. Місце колишньої гавані перетворилося на болото і не з'єднується з морем. На території ведуться археологічні роботи. Турецькі археологи щороку протягом двох літніх місяців ведуть розкопки. Наприкінці 2007 року весь театр і деякі інші будівлі були очищені від піску, а колони на головній вулиці були частково повторно встановлені. Розкопки виявили кладки в чудовому стані.